# Rib Falls, Wisconsin
Rib Falls là một thị trấn thuộc quận Marathon, tiểu bang Wisconsin, Hoa Kỳ. Năm 2010, dân số của thị trấn này là 967 người.